# Lana Del Rey
Lana Del Rey, właśc. Elizabeth Woolridge Grant (ur. 21 czerwca 1985 w Nowym Jorku) – amerykańska piosenkarka, kompozytorka, poetka i autorka tekstów piosenek.
Jej pseudonim artystyczny jest połączeniem imienia hollywoodzkiej gwiazdy Lany Turner i nazwy modelu samochodu: Ford Del Rey.
Tworzy muzykę zachowaną w kinowym stylu, uzupełnioną tekstami o temacie przemocy, melancholii i ich odniesień do popkultury, a zwłaszcza Americany – przedmiotów lub zbiorów artefaktów odnoszących się do dziedzictwa kulturowego Stanów Zjednoczonych w latach 50. i 60. XX wieku. Przez krytyków muzycznych nazywana jest „gangsterską Nancy Sinatrą”.
Debiutowała w przemyśle muzycznym w 2005. Jej debiutancki album pt. Born to Die rozszedł się w nakładzie 7 milionów egzemplarzy na całym świecie, a album pt. Ultraviolence – w ponadmilionowym nakładzie. Według Nielsen SoundScan, szacowany nakład ze sprzedaży utworów piosenkarki w samych Stanach Zjednoczonych wynosi ok. 4,5 mln egzemplarzy. W 2015 była drugą najczęściej odtwarzaną artystką w mediach strumieniowych Spotify w Stanach Zjednoczonych i trzecią najpopularniejszą artystką w tym serwisie na świecie. W 2015 odbyła wspólną trasę koncertową z Courtney Love.
Była jedenastokrotnie nominowana do nagrody Grammy: dwukrotnie w 2014 w kategorii „najlepszy album pop” (za minialbum Paradise) oraz w kategorii „najlepsza piosenka filmowa” (za piosenkę „Young and Beautiful”), w 2016 – w kategorii „album roku” (za płytę pt. Beauty Behind the Madness, którą współtworzyła wraz z The Weekndem i wieloma innymi artystami), w 2018 – za „najlepszy popowy album” (płyta pt. Lust for Life), w 2020 – w kategorii „album roku” (za płytę Norman Fucking Rockwell) i w kategorii „piosenka roku” (za piosenkę Norman Fucking Rockwell), a w 2024 – w kategoriach „album roku” i „najlepszy album muzyki alternatywnej” (za krążek Did You Know That There’s a Tunnel Under Ocean Blvd), „piosenka roku” i „najlepszy utwór muzyki alternatywnej” (za piosenkę A&W) oraz „najlepszy występ popowy w duecie” (za utwór „Candy Necklace”). W 2015 otrzymała nominację do Złotego Globu w kategorii „najlepsza piosenka” (za utwór „Big Eyes” wykorzystany w filmie Wielkie oczy).

## Życiorys

### Młodość
Chciałam być częścią wysokiej klasy sceny muzycznej. To było pół-natchnienie, bo nie mam wielu przyjaciół, i miałam nadzieję, że spotkam nowych ludzi, zakocham się i otworzę społeczność wokół mnie, tak jak czynili to w latach sześćdziesiątych XX wieku.

Urodziła się w Nowym Jorku 21 czerwca 1985. Dorastała wraz z dwójką rodzeństwa w Lake Placid. Ma młodszą siostrę Caroline i brata Charliego. Jej dziadek, Robert England Grant, był bankierem inwestycyjnym Kidder, Peabody & Co., wiceprezesem Plough, Inc i Textron i inwestorem. W 1951 ożenił się z Cynthią Ann Kirk.
W młodości uczęszczała do katolickiej szkoły podstawowej o nazwie St. Agnes i była kantorem w chórze kościelnym. W wieku czternastu lat uzależniła się od alkoholu. Gdy ukończyła 15 lat, w ramach kuracji odwykowej, wyjechała z Lake Placid do prywatnej szkoły z internatem w Connecticut. Jej rodzice, Robert England Grant junior, copywriter i przedsiębiorca, oraz Patricia Ann „Pat” (Hill), byli jej nauczycielami w szkole średniej. W młodości pragnęła zostać poetką. Gdy miała 18 lat, przeprowadziła się do Nowego Jorku w celu rozpoczęcia studiów z filozofii na Uniwersytecie Fordham.

### Kariera muzyczna
W kwietniu 2005, posługując się pseudonimem May Jailer, wydała materiał na folkowy album zatytułowany Sirens. W 2006 podpisała kontrakt płytowy z wytwórnią 5 Points Records. W 2008 wydała niezależnie pierwszą profesjonalną epkę pt. Kill Kill, posługując się kolejnym pseudonimem, Lizzy Grant. Producentem minialbumu był David Kahne. Materiał był dostępny wyłącznie w sprzedaży cyfrowej przez dwa lata. Początkowo była dostępna na iTunes, ale została stamtąd wycofana z nieznanych przyczyn. W 2010 do sprzedaży internetowej trafił jej pierwszy album długogrający pt. Lana Del Ray A.K.A. Lizzy Grant. Niedługo po premierze płyty nawiązała współpracę z menedżerami Benem Mawsonem i Edem Milletem, po czym przeniosła się do Wielkiej Brytanii, gdzie przybrała pseudonim „Lana Del Rey”.

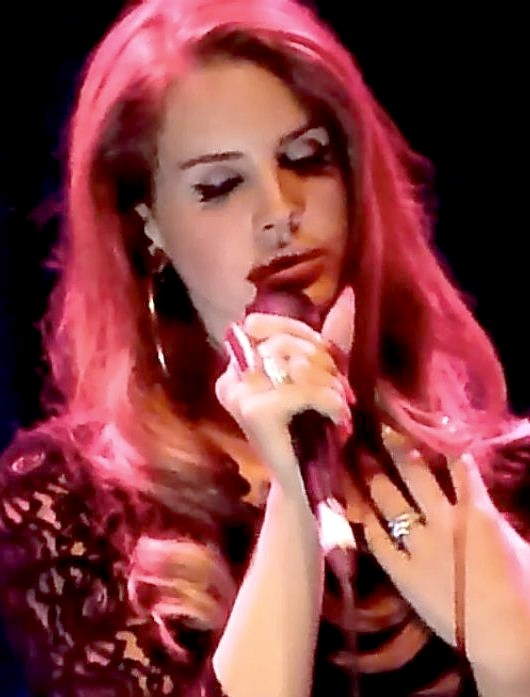
Lana Del Rey podczas występu w Kolonii w Niemczech, 12 listopada 2011

W czerwcu 2011 wydała utwór „Video Games”, którego premiera odbyła się w Internecie. W sierpniu udostępniła w serwisie YouTube zrealizowany do piosenki teledysk. Piosenka została nazwana „najlepszym nowym utworem” przez Pitchfork Media. Użyto jej w serialu telewizyjnym Ringer na kanale The CW. W przeciągu pierwszych pięciu miesięcy od premiery w serwisie YouTube, klip obejrzano ponad 20 milionów razy. W październiku podpisała kontrakt płytowy z dwiema amerykańskimi wytwórniami płytowymi, Interscope Records i Polydor Records. Singiel „Video Games”/„Blue Jeans” został wydany przez Stranger Records 10 i 11 października 2011 w formie tradycyjnej oraz cyfrowej. Sunday Times Culture nazwał „Video Games” singlem roku 2011.

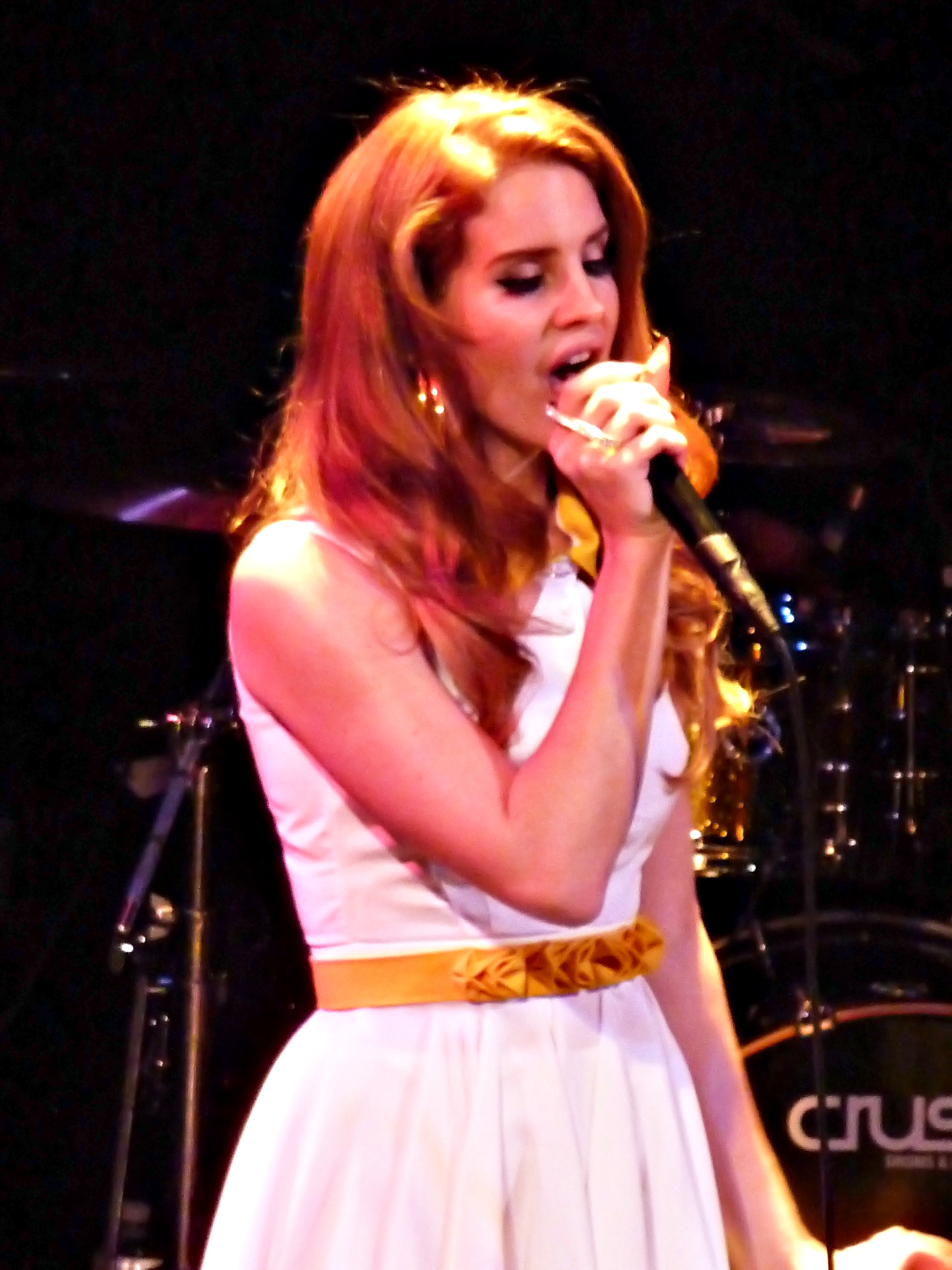
Lana Del Rey w trakcie koncertu w Bowery Ballroom, 5 grudnia 2011

EP obu singli „Video Games” i „Blue Jeans” osiągnęło 5. miejsce na liście US iTunes Albums Chart w godzinę po wydaniu. W październiku 2011 zaśpiewała „Video Games” na żywo w programie Later... with Jools Holland, zaliczając pierwszy występ na żywo w brytyjskiej telewizji. 24 października 2011 zdobyła nagrodę w kategorii „Next Big Thing” na Q Awards organizowanej przez „Q Magazine”.
1 grudnia 2011 udostępniła na YouTube drugi oficjalny singiel, „Born to Die”. Dwa tygodnie później wydała oficjalny teledysk do piosenki, którego reżyserem był Woodkid. Album o tym samym tytule wydano 30 stycznia 2012 roku. Następnie zaprezentowała singiel „Blue Jeans”, do którego wideoklip został opublikowany 19 marca 2012. 21 kwietnia premierę miał klip do „Carmen”, zrealizowany w koncepcji znanej z teledysku do „Video Games”. Singlami promującymi wydawnictwo zostały: „National Anthem” oraz „Summertime Sadness”, które stały się europejskimi przebojami. Album Born to Die został sprzedany w nakładzie 7 milionów egzemplarzy na całym świecie, w tym w ponad milionowym w Stanach Zjednoczonych. Zgodnie z danymi Nielsen SoundScan utwory Del Rey rozeszły się w nakładzie 4,5 mln egzemplarzy w Stanach Zjednoczonych.
W międzyczasie Del Rey została ambasadorką marki H&M. Na potrzeby promocyjne nagrała cover piosenki Bobby’ego Vintona „Blue Velvet”, który znalazł się na reedycji albumu pt. Born to Die – Paradise Edition. Następnie nawiązała współpracę z firmą Jaguar, udostępniając „Burning Desire” z wersji iTunes „Paradise” przy promocji Jaguara F-TYPE. Podczas MTV Europe Music Awards 2012 zdobyła nagrodę dla „najlepszego wykonawcy alternatywnego”. W 2012 odebrała także nominacje do nagrody NMe Awards w kategoriach: „najlepszy nowy zespół”, „najlepsza nowa piosenka” i „najlepszy teledysk”.

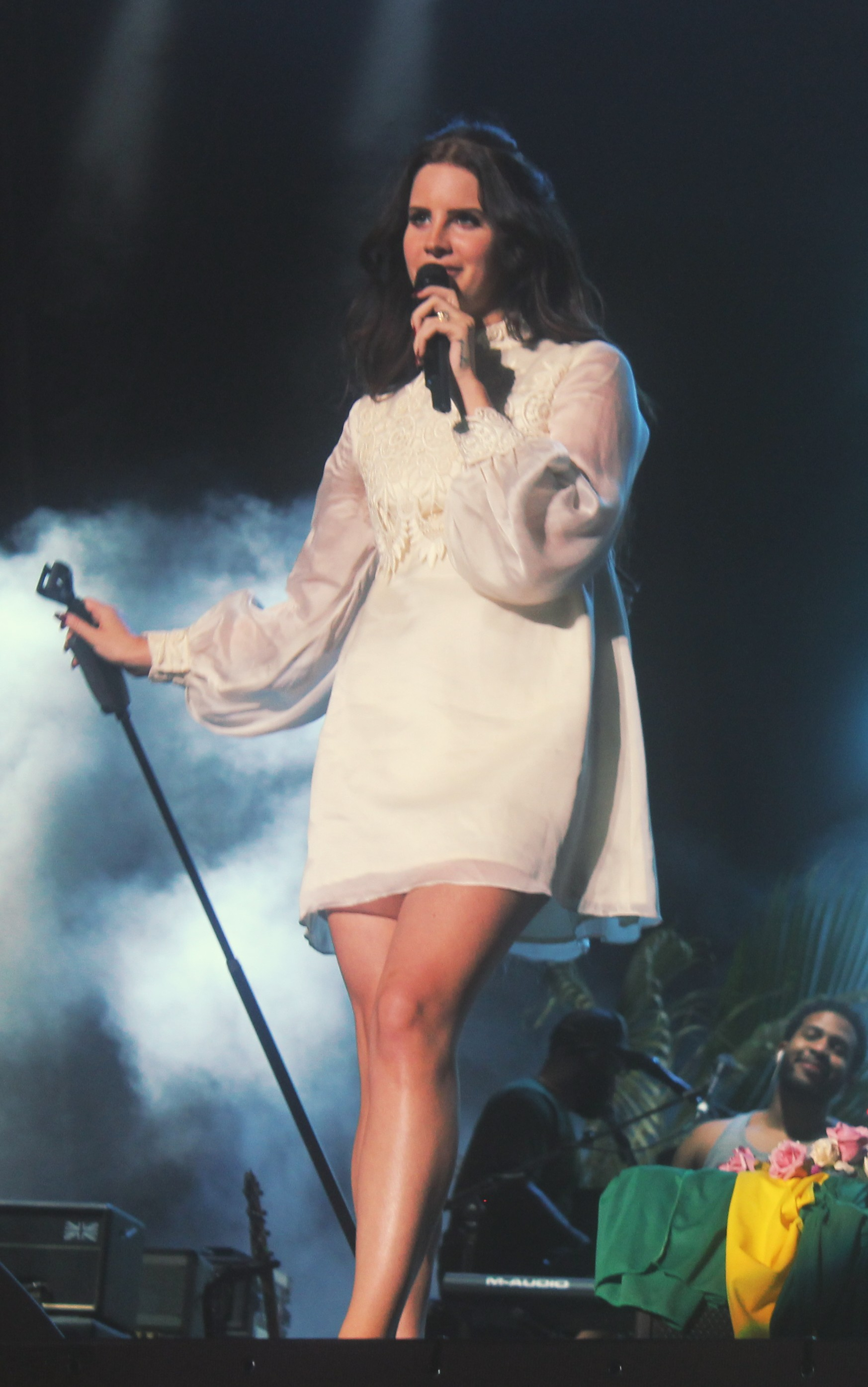
Lana na festiwalu Planeta Terra w Ameryce Południowej w 2014

28 marca 2013 wydała teledysk do piosenki napisanej przez Leonarda Cohena „Chelsea Hotel No 2”. Był to drugi cover, do którego nagrała wideoklip. Utwór ten znalazł się na rozszerzonym albumie Born to Die – Paradise Edition. W nocy z 18 na 19 kwietnia 2013 opublikowała na swoim oficjalnym koncie w serwisie YouTube cover piosenki Nancy Sinatry „Summer Wine”, który nagrała ze swoim ówczesnym chłopakiem, Barriem Jamesem O’Neillem. 23 kwietnia 2013 premierowo zaprezentowała piosenkę „Young and Beautiful”, którą nagrała na potrzeby ścieżki dźwiękowej do filmowej adaptacji książki Francisa Scotta Fitzgeralda Wielki Gatsby.
W styczniu 2014 zaprezentowała cover piosenki „Once Upon a Dream”, nagrany na potrzeby filmu Czarownica. 1 maja 2014 wydała trzeci długogrający album pt. Ultraviolence. Album zadebiutował na 1. miejscu zestawienia „Billboard 200”, 1. miejscu „Top Canadian Albums” i 2. miejscu „Top Digital Albums”. Pochodzący z płyty singiel „Shades of Cool” znalazł się na 52. miejscu zestawienia „Canadian Hot 100”, 28. miejscu „Hot Digital Songs” i 79. miejscu „Billboard Hot 100”. Kolejny singiel, tytułowy „Ultraviolence” był na 38. miejscu zestawienia „Canadian Hot 100”, 18. miejscu „Hot Digital Songs” i 70. miejscu „Billboard Hot 100”. Singiel „West Coast” pojawił się na 26. miejscu zestawienia „Canadian Hot 100”, 6. miejscu „Hot Digital Songs” i 29. miejscu „Hot Modern Rock Tracks”. Wydawnictwo zdobyło milionów nabywców.
1 grudnia 2014 ujawniła, że rozpoczęła pracę nad czwartym albumem i utworem „Big Eyes” do filmu biograficznego Tima Burtona Wielkie oczy. Wspomniała także, że Dan Heath i Rick Nowels, jej najbliżsi przyjaciele, pracują nad produkcją jej nowego wydawnictwa. 2 stycznia 2015 w wywiadzie dla magazynu „Los Angeles Times” wyjawiła, że jedna z piosenek na jej albumie będzie nosić tytuł „Music to Watch Boys To”. Powiedziała również, że sześć miesięcy temu Harvey Weinstein poprosił ją o współpracę nad drugim utworem do filmu Wielkie oczy – „I Can Fly”, który wówczas ukończył. 19 stycznia 2015 media podały do informacji publicznej, że nagrała piosenkę na album Emilie Haynie pt. Wait for Life. 22 kwietnia 2015 udostępniła piosenkę „Life is Beautiful”, która znalazła się w oficjalnym zwiastunie filmu Wiek Adaline. W czerwcu w rozmowie z magazynem „Billboard” poinformowała, że jej czwarty album będzie nosił nazwę Honeymoon. 15 stycznia 2015 otrzymała nominację do Brit Awards w kategorii „międzynarodowa artystka solowa”. 14 lipca 2015 opublikowała tytułowy utwór z płyty, „Honeymoon”. Tego samego dnia za pośrednictwem Instagrama oświadczyła, że na albumie znajdzie się 14 nowych utworów, w tym piosenki inspirowane Milesem Davisem. 4 sierpnia 2015 opublikowała pierwszy singiel z płyty, „High by the Beach”, który został wydany 10 sierpnia 2015 na YouTube. 4 sierpnia The Weeknd ujawnił na Twitterze, że współpracował z Del Rey nad utworem „Prisoner”, który znalazł się na jego albumie pt. Beauty Behind the Madness. 21 sierpnia 2015 piosenkarka udostępniła promocyjny singiel „Terrence Loves You”, w którym wykorzystano sample z piosenki Davida Bowie „Space Oddity” z albumu o tym samym tytule. Album Honeymoon został wydany 18 września 2015. Czternasty utwór na płycie – „Don’t Let Me Be Misunderstood” – jest coverem piosenki Niny Simone. Wydawnictwo zostało dobrze odebrane ze strony krytyków muzycznych i uzyskało certyfikat srebrnej płyty w Wielkiej Brytanii, a także złotej płyty w Brazylii.
W listopadzie 2015 zaczęła pracę nad produkcją krótkometrażowego filmu Hi How Are You Daniel Johnston dokumentującego życie Daniela Johnstona, do którego nagrała cover utworu „Some Things Last a Long Time” z albumu pt. 1990. 25 października 2015 zdobyła nagrodę na gali MTV Europe Music Awards 2015 w kategorii „najlepsza alternatywa” natomiast 18 grudnia 2015 roku odebrała statuetkę Billboard Trailblazer Award na gali Billboard Women in Music 2015. 3 listopada 2015 została nominowana do nagrody People’s Choice Award w kategorii „ulubiony żeński artysta”.
W styczniu 2016 otrzymała nominację do nagrody Brit Award w kategorii „najlepsza międzynarodowa artystka solowa”. 9 lutego 2016 opublikowała teledysk do piosenki „Freak” z płyty Honeymoon. Również w 2016 wzięła udział w sesjach nagraniowych do trzeciego albumu studyjnego The Weeknda pt. Starboy, który ukazał się 25 listopada. Jej chórki zostały użyte w utworze „Party Monster”, a także znalazły się na interludium „Stargirl Interlude”.
W październiku 2015 ogłosiła na Instagramie, że rozpoczęła pracę nad pisaniem tekstów na piąty album studyjny, którego producentem będzie Justin Parker. 18 lutego 2017 wydała pierwszy singiel z płyty, „Lust for Life”, który został udostępniony w serwisie iTunes. 25 stycznia piosenka została zarejestrowana pod roboczym tytułem „Young in Love”. Oficjalne audio utworu zostało opublikowane w serwisie YouTube 20 lutego 2017. Za produkcję utworu odpowiedzialni byli: Rick Nowels, Benny Blanco oraz Emile Haynie. Teledysk wyreżyserował Rich Lee. 29 marca 2017 opublikowała zapowiedź wydawnictwa pt. Lust for Life. 11 kwietnia za pośrednictwem Twittera upubliczniła okładkę płyty i wyjaśniła, że materiał z płyty był inspirowany muzyką lat 50. i 60. XX wieku, a także twórczością Joan Baez. 19 kwietnia 2017 opublikowała audio-wideo do tytułowego singla z płyty. Singiel „Lust For Life” został nagrany z gościnnym udziałem The Weeknda. 11 maja w wywiadzie dla brytyjskiego czasopisma Elle wyjawiła tytuł kolejnej piosenki, „God Bless America – And All The Beautiful Women in It”. 14 maja opublikowała singiel „Coachella – Woodstock in My Mind”. 15 maja podała do wiadomości publicznej tytuł kolejnego utworu – „Beautiful People Beautiful Problems” w duecie ze Stevie Nicks. 17 maja wyjawiła nazwę następnej piosenki – „13 Beaches”, a także datę premiery albumu, która ukazała się 21 lipca 2017. 20 maja zadebiutowała z utworem „Cherry” podczas występu na KROQ Weenie Roast Y Fiesta. 22 maja opublikowała oficjalny teledysk do singla „Lust For Life” w serwisie YouTube.
Pod koniec lipca 2019 zaprezentowała okładkę i spis utworów, które znajdą się na jej kolejnym albumie pt. Norman Fucking Rockwell. Premiera płyty odbyła się 30 sierpnia 2019. Płyta zyskała ogromne uznanie wśród krytyków muzycznych, uzyskując ocenę 87/100.
W marcu 2021 wydała album pt. Chemtrails over the Country Club. Dzień po premierze krążka zapowiedziała kolejny projekt muzyczny, Rock Candy Sweet, który później został przemianowany na Blue Banisters i ukazał się w formie albumu w październiku 2021. 7 grudnia 2022 roku wydała singiel „Did You Know That There’s a Tunnel Under Ocean Blvd” jako główny utwór z jej dziewiątego studyjnego albumu o tym samym tytule. 14 marca 2023 roku wydała „The Grants”, trzeci singiel z albumu. Płytę Did You Know That There’s a Tunnel Under Ocean Blvd udostępniła 24 marca 2023 roku. Charlotte Gunn z „The Forty-Five” płytę określiła jako „zajętą przeszłością”.

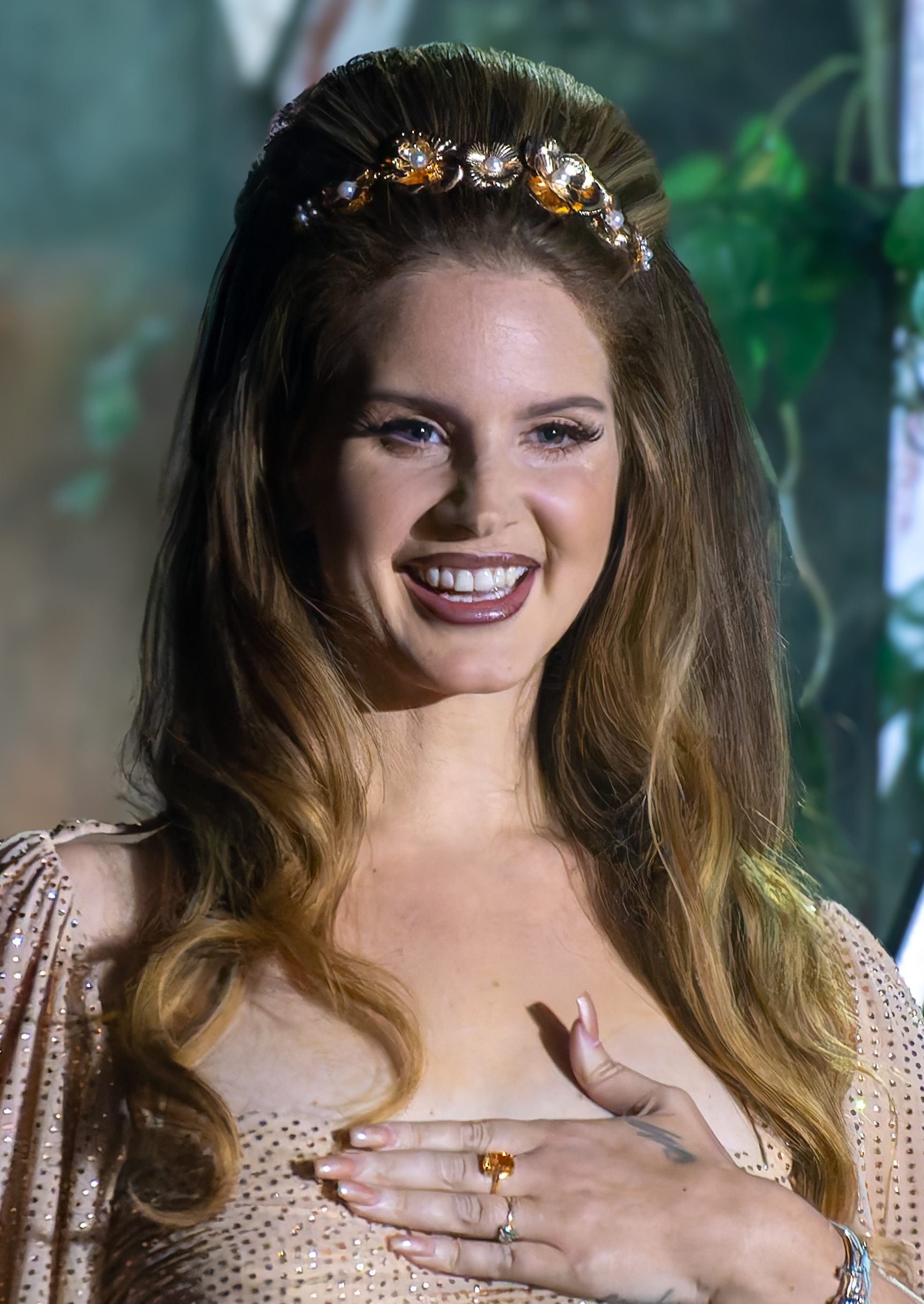
Lana Del Rey na festiwalu Primavera Sound w Barcelonie (2024)

31 stycznia 2024 zapowiedziała wydanie albumu pt. Lasso we wrześniu, jednak później pojawiły się informacje, że wydanie płyty zostało przesunięte na 21 maja 2025, a jej tytuł zmieniony na The Right Person Will Stay. W 2025 razem z The Weekndem współpracowała przy utworze "The Abyss" z szóstego albumu artysty pt. Hurry Up Tommorow. W kwietniu tego samego roku wydała dwa single z nadchodzącej płyty: "Henry, Come On" i "Bluebird". W tym samym miesiącu wyjaśniła, że jej nadchodzący album będzie miał jeszcze inny tytuł, niż zapowiadała, i że nie wyda go w maju.

## Głos
Głos Del Rey klasyfikowany jest jako kontralt.

## Instrument muzyczny
W wieku 18 lat nauczyła się grać na gitarze, dzięki wskazówkom wuja.

## Inspiracje muzyczne
W wieku młodzieńczym jej gust muzyczny ukształtowali Biggie Smalls, Eminem, Leonard Cohen i Bob Dylan. Grant podaje Kurta Cobaina, Thomasa Newmana, Bruce’a Springsteena i Britney Spears jako główne źródła swojej inspiracji muzycznej. Ponadto za przykład artystów, pod których jest wpływem wymienia między innymi: Amy Winehouse, Julee Cruise, The Crystals, Lou Reed’a, Bobby’ego Vintona, Walta Whitmana, Nancy Sinatrę, Eagles, Dana Auerbach i Father John Misty.

## Życie prywatne
Była uzależniona od alkoholu do 18. roku życia. Jest w stanie abstynencji od 2004 roku. 

Byłam (...) alkoholiczką w tym czasie. Piłam każdego dnia. Chciałam pić sama. Myślałam, że cały pomysł był tak cholernie fajny. Dużo tego, co napisałam na temat „Born to Die”, jest o tych latach uzależnienia. Kiedy piszę o tym, co straciłam, czuję, że piszę o alkoholu, ponieważ była to pierwsza miłość mojego życia. Moi rodzice się martwili, ja też się martwiłam. Wiedziałam, że to był problem, gdy lubiłam to bardziej niż lubiłam robić coś innego (...). W pierwszej kolejności jest dobrze i myślisz, że masz ciemną stronę – to ekscytujące – a wtedy zdajesz sobie sprawę, że ciemna strona wygrywa za każdym razem, jeśli zdecydujesz się w niej zanurzyć (...). To najgorsza rzecz, która mnie spotkała.

Była w związku z członkiem folk rockowego zespołu Kassidy, Barrie-Jamesem O’Neil do czerwca 2014 roku. W tym czasie przeprowadziła się z Nowego Jorku do domu przy Hancock Park w Los Angeles, zamieszkując tam ze swoim rodzeństwem Caroline i Charlie. W czerwcu 2015 roku zmieniła miejsce zamieszkania na Malibu w stanie Kalifornia. Del Rey odbierana była przez fanów jako osoba wyrażająca poglądy antyfeministyczne. Broniła się przed tymi oskarżeniami w wywiadzie dla czasopisma The New York Times.

Dla mnie prawdziwą feministką jest ktoś, kto jest kobietą, która robi dokładnie to, czego chce (...). Dla mnie argumenty feminizmu nigdy nie powinny wchodzić w czyjś obraz. Ponieważ nie wiem zbyt wiele o historii feminizmu, nie jestem naprawdę odpowiednią osobą do rozmowy. Wszystko, co napisałam, jest bardzo autobiograficzne i może być jedynie osobistą analizą.

Jest katoliczką. Politycznie określa się jako centrystka. W trakcie prezydentury otwarcie krytykowała Donalda Trumpa. Zaznaczyła radość z wygranej Bidena w wyborach prezydenckich w Stanach Zjednoczonych w 2020 roku, jednak nie zdecydowała się na otwarte wsparcie żadnego kandydata w trakcie kampanii wyborczej.
26 września 2024 w Luizjanie wyszła za kapitana statku turystycznego Jeremy’ego Dufrene.

## Dyskografia

### Albumy studyjne
- 2010: Lana Del Ray A.K.A. Lizzy Grant
- 2012: Born to Die
- 2012: Paradise
- 2014: Ultraviolence
- 2015: Honeymoon
- 2017: Lust for Life
- 2019: Norman Fucking Rockwell!
- 2021: Chemtrails over the Country Club
- 2021: Blue Banisters
- 2023: Did You Know That There’s a Tunnel Under Ocean Blvd
- 2025: TBA

## Tomy poezji
- 2020: Violet Bent Backwards over the Grass[135][136]
- 2021: Behind the Iron Gates – Insights from the Institution (nadchodzący)

## Trasy koncertowe
- 2011–12: Born to Die Tour[137]
- 2013–14: Paradise Tour[138]
- 2015: The Endless Summer Tour – trasa z Courtney Love[20]
- 2018: La To The Moon Tour[139]
- 2019: The Norman Fucking Rockwell! Tour[140]
- 2023-24: Did You Know That There’s a Tunnel Under Ocean Blvd Promotional Tour[141]
- 2025: UK and Ireland Tour[142]

## Filmografia
- 2010: Poolside
- 2012: Ride – dziesięciominutowy film powstały na potrzebę teledysku do singla o tym samym tytule[143].
- 2013: Tropico – dwudziestosiedmiominutowy film powstały na potrzebę teledysków do utworów „Body Electric”, „Gods & Monsters” i „Bel Air”[144].
- 2016: Freak – dziesięciominutowy film zawierający singiel „Freak”[145].